# Noémie Freckhaus
Noémie Freckhaus (* 27. August 1988 in Straßburg) ist eine französische Fußballspielerin.

## Fußball
De Abwehrspielerin begann ihre Karriere bei AS Musau, wechselte von dort zum französischen Erstligisten FV Vendenheim, ehe sie 2008 zum SC Freiburg in die deutsche Bundesliga wechselte. Dort debütierte sie bereits im ersten Ligaspiel am 7. September 2008 gegen den TSV Crailsheim (Endstand 0:3), wo sie in der 86. Spielminute für Juliane Maier eingewechselt wurde. Sie konnte sich beim SC Freiburg jedoch nicht durchsetzen und wechselte im Winter 2008/09 zum Zweitligisten SC Sand. In Sand blieb sie bis zum Sommer 2010, dann kehrte sie zurück in den Elsass und unterschrieb abermals beim FC Vendenheim. Bei Vendenheim spielte sie in der Saison 2010/11 in fünf Spielen und stieg zum Ende der Saison, mit dem Verein in die Championnat de France de D1 auf. Nachdem Freckhaus in 18 Spielen, in der höchsten französischen Liga zum Einsatz gekommen war, kehrte sie zum Beginn, der Saison 2012/13 zum SC Sand zurück. Mit dem SC Sand gelang ihr in der Saison 2013/14 der Aufstieg in die Bundesliga. Nachdem sich in der ersten Saisonhälfte der Saison 2014/15, mit Maria Korenčiová, Mallori Lofton-Malachi und Juliane Fuchs, gleich drei Torhüterinnen verletzten, wurde Freckhaus Ersatztorhüterin hinter der neuen Stammtorhüterin Sabrina Lang. Zuvor spielte die gelernte Mittelfeldspielerin vorwiegend in der Innenverteidigung des SC Sand.

## Persönliches
Freckhaus absolviert eine gewerbliche Ausbildung im Automobilbereich.